# Paul Harvey (Hörfunkmoderator)

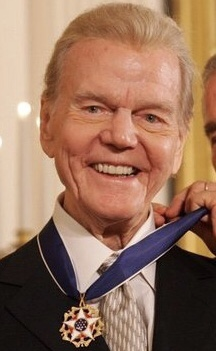
Paul Harvey nach dem Erhalt der Presidential Medal of Freedom

Paul Harvey Aurandt (* 4. September 1918 in Tulsa, Oklahoma; † 28. Februar 2009 in Phoenix, Arizona) war ein US-amerikanischer Radiomoderator.

## Leben
Harvey besuchte die University of Tulsa und arbeitete bereits ab 1933 beim lokalen Radiosender KVOO in Tulsa. Später wurde er Programmdirektor des Senders. Er wechselte später zu verschiedenen anderen Sendern in Kansas und St. Louis. Während des Zweiten Weltkriegs diente er einige Monate bei den United States Army Air Forces. Ab 1944 arbeitete er für den Sender WENR in Chicago und ab 1951 wurde seine Sendung Paul Harvey News and Comment auf ABC Radio erstmals ausgestrahlt. Sie endete erst mit seinem Tod 2009 und wurde von 1200 Radiostationen und 400 Sendern der US-amerikanischen Streitkräfte übernommen. Im Jahre 2000 unterschrieb er einen mit 100 Millionen US-Dollar dotierten Zehnjahresvertrag mit ABC Radio.
Harvey war konservativ und unterstützte Joseph McCarthy während der McCarthy-Ära in den 1950er Jahren. Allerdings stellte er sich 1970 gegen den damaligen Präsidenten Richard Nixon, als er in seiner Radiosendung gegen den Einmarsch US-amerikanischer Truppen in Kambodscha Stellung nahm:

“Mr. President, I love you. But you’re wrong.”

2005 wurde er von US-Präsident George W. Bush mit der Presidential Medal of Freedom ausgezeichnet. Er verstarb im Alter von 90 Jahren in einem Krankenhaus in Phoenix, Arizona.